# CINEPORT

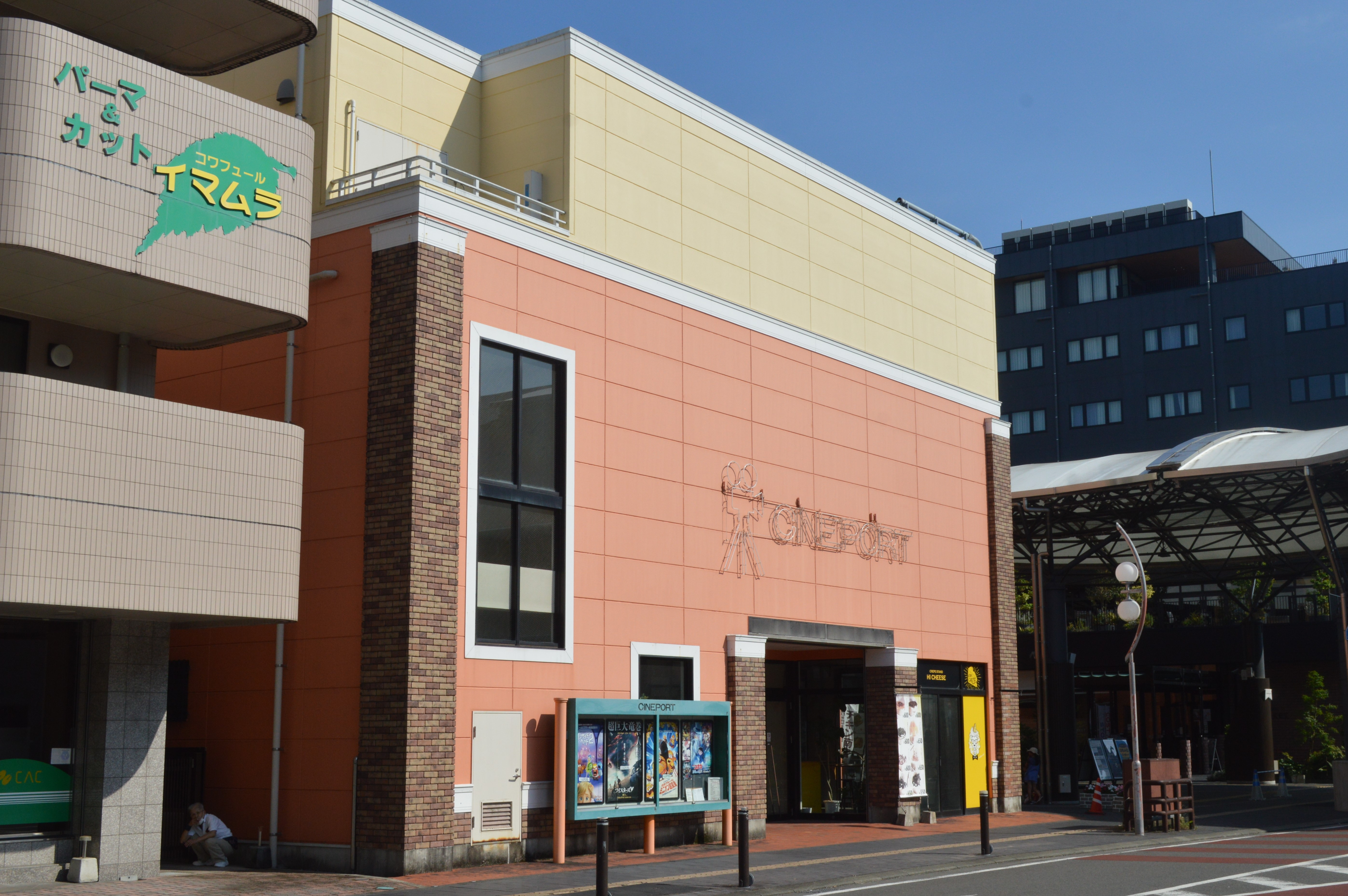
CINEPORTとMallmallの屋根

CINEPORT（シネポート）は、宮崎県都城市中町の商業施設「C-PLAZA」にある映画館。前身となる都城東映劇場（みやのこじょうとうえいげきじょう）についても述べる。

## 歴史

### 都城東映劇場
1955年（昭和30年）、河村敏雄によって東映系の封切館の都城東映劇場として開館した。当時は鉄筋コンクリート造の平屋建てで、客席は400席だった。しかし、日本映画の斜陽化により成人映画を上映するようになったり、閉館したり、東映系映画が他館で上映された時期もあった。
初代館主の息子である河村敏行は、てこ入れとして1978年（昭和53年）に洋画専門館へ転換。この時期には『E.T.』が上映されて大ヒットした。

### CINEPORT

#### 建て替え
1987年（昭和62年）に館主が交代するとともに建て替えを行い、CINEPORTに改称した。客席は建て替え前より大幅に少ない93席であり、ミニシアター系作品の上映館となった。
その後、周辺の映画館が次々と閉鎖し、1996年（平成8年）には閉館した東宝系の映画館を引き継ぎ2館体制となった。

#### 移転
2001年（平成13年）、道路拡張に伴い現在の場所に移転するとともに、3スクリーン体制となった。

## スクリーン
| スクリーン  | 座席数 | 設備             |
| ----------- | ------ | ---------------- |
| スクリーン1 | 80席   | 35mm映写機       |
| スクリーン2 | 80席   | 35mm映写機 RealD |
| スクリーン3 | 53席   |                  |